# Thekla Schneider
Thekla Mathilde Charlotte Schneider (* 19. Juni 1854 in Ravensburg; † 10. März 1936 in Friedrichshafen) war eine deutsche Schriftstellerin.

## Leben
Die Tochter eines Ravensburger Rechtsanwalts besuchte zwei katholische Schulen, zunächst die Schule des Instituts der Schulschwestern (Klösterle) in Ravensburg, später die Erziehungsanstalt der Schwestern der christlichen Liebe in Konstanz. Danach zog sie nach Stuttgart, wo sie bei ihrem Großvater lebte, dem Arzt und Obermedizinalrat Leopold Sokrates von Riecke, der ihre literarischen Ambitionen förderte. Durch Vermittlung des Theologieprofessors Bernhard Schäfer, den sie in Ravensburg kennengelernt hatte, wurde der Philosoph Christoph Bernhard Schlüter, ein Freund der Annette von Droste-Hülshoff, auf sie aufmerksam und trat in einen Briefwechsel mit ihr. 1881 schrieb Schlüter ein wohlwollendes Vorwort zu Schneiders erstem Gedichtband. Bei einer Reise nach Münster besuchte Thekla Schneider den greisen Schlüter, dort lernte sie auch die Schriftstellerin Antonie Jüngst kennen. Mit den Nichten der Droste, Hildegard und Hildegunde von Laßberg (den Töchtern Joseph von Laßbergs) war Schneider lange freundschaftlich verbunden. Sie lebte später in Friedrichshafen, ab 1904 wieder in Stuttgart. In Friedrichshafen starb sie.

## Werk
Schneider veröffentlichte Gedichte und Erzählungen sowie biografische Bücher über Annette von Droste-Hülshoff. Eine weitere Biografie verfasste sie über die Gründerin des Stuttgarter Rettungsvereins vom Guten Hirten, ihre Freundin Mathilde von Dellingshausen.

## Werke
- Wellen vom Bodensee, Gedichte, Sigmaringen 1882; 2. vermehrte Auflage als Gedichte, Paderborn 1889. Digitalisat (DjVu-Format).
- Aus alten Tagen. Eine epische Erzählung, Stuttgart 1885
- Frau Wendelgard, Erzählung, Ravensburg 1893
- Irmentrud, historischer Roman, Ravensburg 1897. Digitalisat (DjVu-Format)
- Tannenreis, Erzählung, 1898
- Hinaus! Für Herz und Haus, Gedichte, Essen 1905
- Heckenrosen, Erzählung, 1908
- Schloss Meersburg am Bodensee. Annette von Droste-Hülshoffs Dichterheim, Stuttgart 1913; 2. vermehrte Auflage Friedrichshafen 1925. Neuausgabe Hofenberg, Berlin 2021, ISBN 978-3-7437-3938-3.
- Mathilde von Dellingshausen. Lebensweg einer Freundin, nach ihren eigenen Aufzeichnungen. Lincke, Friedrichshafen 1926 (Digitalisat).
- Im Banne der Droste, Friedrichshafen 1934